# أساءت التصرف معه (فلم)
أساءت التصرف معه (بالإنجليزية: She Done Him Wrong) هو فيلم كوميدي تم إنتاجه في الولايات المتحدة وصدر في سنة 1933.

## طاقم التمثيل
- ماي وست
- كاري غرانت

### ترشيحات وجوائز
| السنة | الحدث  | الفئة     | النتيجة |
| ----- | ------ | --------- | ------- |
| 1933  | أوسكار | أفضل فيلم | ترشـيـح |

## الميزانية والإيرادات
بلغت تكلفة إنتاج الفيلم حوالي 200,000 دولار بينما حقق أرباحا تقدر بـ 2.2 مليون دولار.

## وصلات خارجية
- مقالات تستعمل روابط فنية بلا صلة مع ويكي بيانات

1. ↑  "She Done Him Wrong (1933) - Notes - TCM.com". Turner Classic Movies. مؤرشف من الأصل في 2016-03-14. اطلع عليه بتاريخ 2016-03-25.
2. ↑  "AFI's 100 Years...100 Movies Nominees" (PDF). مؤرشف من الأصل (PDF) في 2017-07-21. اطلع عليه بتاريخ 2016-08-20.
3. ↑  Review in Variety's February 14, 1933 issue, carygrant.net; accessed August 9, 2015. نسخة محفوظة 23 يوليو 2017 على موقع واي باك مشين.